# Christian Braswell
Christian Braswell (Washington D. C.; 27 de septiembre de 1999) es un jugador profesional estadounidense de fútbol americano, se desempeña en la posición de cornerback en Jacksonville Jaguars, en la National Football League (NFL).

## Carrera
Hizo su debut profesional con el equipo Jacksonville Jaguars, lleva jugando una temporada, comenzó en el 2023.